# Pyrostria heliconioides
Pyrostria heliconioides är en måreväxtart som beskrevs av Arnaud Mouly. Pyrostria heliconioides ingår i släktet Pyrostria och familjen måreväxter.
Artens utbredningsområde är Mayotte. Inga underarter finns listade i Catalogue of Life.